# Абрамовский, Андрей Петрович
Андрей Петрович Абрамовский (21 сентября 1924, Утичье, Уральская область — 24 октября 2014, Челябинск) — советский и российский историк, доктор исторических наук, профессор, заслуженный деятель науки Российской Федерации (1995). Действительный член Российской Академии военно-исторических наук, почётный профессор Челябинского государственного университета. Автор около 400 научных работ. Участник Великой Отечественной войны, гвардии лейтенант.

## Биография
Андрей Петрович Абрамовский родился 21 сентября 1924 года в казачьей семье в деревне Утичье Утченского (Утичьевского) сельсовета Песчанского района Шадринского округа Уральской области РСФСР, ныне деревня входит в Щучанский муниципальный округ Курганской области. Старший из трёх сыновей. Отец погиб на фронте.
В детские годы семья переезжала из деревни в город и обратно; жил в городе Копейске и на хуторе Шарово Кислянского сельсовета (ныне упразднён, территория в Целинном муниципальном округе Курганской области), где окончил школу.
Окончив в 1941 году восемь классов, подал заявление в военкомат с просьбой отправки на фронт Великой Отечественной войны. 12 сентября 1941 года призван Усть-Уйским РВК Челябинской области и направлен на учёбу в Челябинскую военную авиационную школу стрелков-бомбардиров, пройдя там подготовку воздушного стрелка для бомбардировочной авиации. В декабре 1942 года был отправлен в действующую армию и назначен в 9-й гвардейский авиационный полк дальнего действия воздушным стрелком в экипаж самолёта «Ил-4». Воевал под Сталинградом. Затем 9-й гвардейский полк был преобразован в 21-й гвардейский авиационный полк дальнего действия. Совершил более 50 боевых вылетов, был ранен, трижды покидал на парашюте горящий самолёт. В 1945 году член ВЛКСМ гвардии сержант технической службы А. Абрамовский служил авиационным мотористом в 21-м гвардейском авиационном полку и с января 1943 года обслужил 200 самолёто-вылетов. Победу встретил в небольшой польской деревне Вулька-Лабунска (пол. Wólka Łabuńska), недалеко от Майданека, известного концлагеря.
После окончания войны Андрей Абрамовский ещё пять лет служил офицером Советской армии и в январе 1950 года демобилизован, лейтенант.
Вернулся в Челябинск, где работал заведующим военно-физкультурным отделом городского комитета ВЛКСМ, помощником начальника политотдела Южно-Уральской железной дороги; затем — в Челябинском областном комитете профсоюза, откуда был направлен на учёбу в Ленинградскую школу профсоюзного движения. По окончании факультета культурно-просветительной работы, Абрамовский работал в сфере культуры — художественным руководителем Дворца культуры Челябинского металлургического завода, заведующим Дворцом культуры завода имени Д. В. Колющенко. Одновременно увлёкся историей уральского края и стал заниматься историческими исследованиями.
В 1962 году он был приглашён на преподавательскую деятельность в Челябинский педагогический институт, где проработал свыше двадцати лет. Окончил аспирантуру МГУ, защитил кандидатскую (1968) и докторскую (1985, «Первые социальные преобразования в промышленности горнозаводского Урала») диссертации. Возглавлял кафедры истории КПСС в Челябинском государственном институте искусств и культуры и с 1987 года в Челябинском государственном университете.
После распада СССР и ликвидации кафедры истории КПСС, А. П. Абрамовский был инициатором создания на историческом факультете Челябинского государственного университета кафедры новейшей истории России, которую он и возглавил. Впоследствии его усилиями на кафедре были открыты аспирантура и докторантура. Абрамовский был руководителем более сорока кандидатских и докторских диссертаций. Кроме научной, занимался общественной деятельностью, в частности, оказывал помощь участникам движения за возрождение казачества на Урале. Был членом редакционно-издательских советов, одним из составителей энциклопедий «Челябинск» и «Челябинская область», членом редколлегии журнала «Уральский федеральный округ (УрФО)».
Андрей Петрович Абрамовский умер 24 октября 2014 года в городе Челябинске Челябинской области. Похоронен на Градском кладбище города Челябинска.

## Награды, звания и премии
Имел более двадцати государственных наград, в том числе:
- Звание «Заслуженный деятель науки Российской Федерации», 19 сентября 1995 года[6]
- Орден Отечественной войны I степени, 6 апреля 1985 года[7]
- Медаль «За боевые заслуги», 30 апреля 1945 года[8]
- Медаль «За оборону Сталинграда»
- Медаль «За взятие Будапешта»
- Знак отличия «За заслуги перед Челябинской областью», 25 января 2010 года[9]
- Лауреат премии губернатора Челябинской области, 1999 год
- Лауреат премии имени В. П. Бирюкова, 1992 год
- Лауреат премии имени Ф. М. Старикова, 2001 год
- Почётная грамота администрации города Челябинска за участие в подготовке к изданию энциклопедии «Челябинск», 2001 год
- Лауреат республиканских конкурсов научных работ, трижды: 1972 год, 1974 год, 1980 год
- Почётный профессор ЧелГУ, 2004 год
- Действительный член Российской Академии военно-исторических наук
- Звание «Почётный казак», сентябрь 2009 года, присвоено верховным атаманом Союза казаков России за вклад в изучение истории Оренбургского казачьего войска[10].

## Память
На дверях 213-й аудитории Челябинского государственного университета А. П. Абрамовскому установлена памятная табличка.

## Семья
Абрамовский — потомок поляка, сосланного в Сибирь за участие в польском восстании 1830 года. Со временем Абрамовские получили прощение и были приняты на военную службу в части, расположенные на приграничных линиях Оренбургского края. Среди его родственников были и казачьи офицеры. Отец Андрея, Петр Абрамовский, остался в родных местах, сменив несколько мест жительства и профессий.
Жена Зоя Павловна, сын Александр, дочь Людмила.